# Aspidosperma williamii
Aspidosperma williamii là một loài thực vật có hoa trong họ La bố ma. Loài này được Duarte mô tả khoa học đầu tiên năm 1972.